# Natalia Okla
Natalia Okla (* 6. September 2005 in Warschau) ist eine polnische Beachvolleyballspielerin.

## Karriere
Die in der polnischen Hauptstadt aufgewachsene Sportlerin startete 2024 mit Magdalena Lewandowska ausschließlich bei nationalen Veranstaltungen. Fünfte Plätze in Kozienice und Poznan waren die besten Ergebnisse. Die polnischen Meisterschaften beendeten die beiden auf dem siebten Rang. Die erste internationale Erfahrung endete für Okla mit Marta Lodej beim Futures in ihrer Heimatstadt sieglos. Ebenso erging es ihr mit Maja Kruczek bei den höherwertigen Challengers in Haikou und Chennai in der ersten Runde der Vorausscheidung. Seit 2025 bilden Julia Radelczuk und die gebürtige Warschauerin ein Beachpaar. Heraus sprang dabei ein zweiter Platz bei der Vorrunde des Beachvolleyball Nations Cup hinter Estland, wobei das als Polen 1 nominierte Duo seine Begegnungen gewann. Die beiden wurden im gleichen Jahr Fünfte bei den Futures in Spiez, Kraków und Leuven. Das bis einschließlich Juli wertvollste gemeinsame Resultat gelang ihnen beim Challenge in ihrem Heimatland in Stare Jablonki, als sie zwei Qualifikationsrunden überstanden und durch den Sieg im Pool über Harward / Phillips aus den Vereinigten Staaten in die erste Hauptrunde einzogen und so den geteilten siebzehnten Platz belegten.

## Privates
Die Athletin besuchte das LXIV Liceum Ogólnokształcące im. St. I. Witkiewicza in Warschau.